# Santa Clara (La Rioja)
Santa Clara es una localidad argentina del Departamento Coronel Felipe Varela, al sur de la provincia de La Rioja.
Se encuentra muy cerca del límite con la provincia de San Juan, en el km 3728 de la Ruta Nacional 40, sobre el río La Troya.

## Geografía

### Población
La población figura dentro del aglomerado de la localidad de Guandacol, el mismo cuenta con 2,525 habitantes (Indec, 2010).

### Sismicidad
La sismicidad de la región de La Rioja es frecuente y de intensidad baja, y un silencio sísmico de terremotos medios a graves cada 30 años en áreas aleatorias. Sus últimas expresiones se produjeron:
- 12 de abril de 1899 (125 años), a las 16.10 UTC-3 con 6,4 Richter; como en toda localidad sísmica, aún con un silencio sísmico corto, se olvida la historia de otros movimientos sísmicos regionales (terremoto de La Rioja de 1899)
- 24 de octubre de 1957 (67 años), a las 22.07 UTC-3 con 6,0 Richter (terremoto de Villa Castelli de 1957): además de la gravedad física del fenómeno se unió el olvido de la población a estos eventos recurrentes
- 28 de mayo de 2002 (22 años), a las 0.03 UTC-3, con 6,0 escala Richter (terremoto de La Rioja de 2002)[1]